# Pablo Infante
Pablo Infante Muñoz (Burgos, 20 maart 1980) is een Spaans voetballer. Hij speelt als vleugelaanvaller bij CD Mirandés. Verder is Infante werkzaam bij een bank. Hij studeerde Business Administration aan de universiteit van Burgos. 

## Clubvoetbal
Infante speelde als jeugdvoetballer bij Real Burgos, Vadillos en Racing Lermeño. Bij laatstgenoemde club speelde hij van 1999 tot 2002 in het eerste elftal. Na seizoenen bij UDG Río Vena (2002-2003) en Arandina CF (2003-2005) kwam Infante in 2005 bij CD Mirandés. Bij deze club werd hij uiteindelijk aanvoerder. In het seizoen 2011/2012 presteerden Infante en CD Mirandés sterk in de Copa del Rey.
Ten koste van Primera División-clubs Villarreal CF, Racing Santander en RCD  Espanyol haalde de club de halve finales van het bekertoernooi. Infante scoorde tweemaal in de uitwedstrijd tegen Villarreal CF, één doelpunt in beide wedstrijden tegen Racing, en één doelpunt in beide wedstrijden tegen Espanyol.